# Paul Winiker (Politiker)

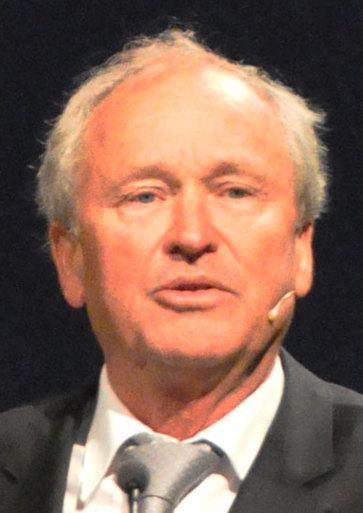
Paul Winiker als Hauptreferent am Jahresrapport 2016 der Infanteriebrigade 5 der Schweizer Armee.

Paul Winiker (* 13. April 1956 in Luzern) ist ein Schweizer Politiker (SVP). Am 1. Juli 2015 wurde Winiker in den Regierungsrat des Kantons Luzern gewählt; im Mai 2019 folgte die Wiederwahl. 2023 erfolgte der Rücktritt aus dem Regierungsrat. Seither engagiert er sich in Stiftungen, im Verwaltungsrat von Les Grands Chais Suisse SA (Präsident), und für die Sicherheitspolitik (Vorstand Pro Militia und Beirat des Sicherheitspolitischen Forums Zentralschweiz).

## Leben
Winiker wuchs in Luzern auf und besuchte das Wirtschaftsgymnasium an der Kantonsschule Alpenquai. Danach studierte er an der Universität Zürich Wirtschaftswissenschaften mit Abschluss als Betriebswirtschafter. Anschliessend arbeitete er während mehrerer Jahre als Auditor in internationalen Firmen im In- und Ausland (u. a. Sandoz Gruppe, heute Novartis) und als Controller bei einer internationalen Handelsgruppe, später als deren Finanzchef. Von 1991 bis 2002 war Winiker Geschäftsführer in der Telekommunikationsindustrie (Fischer Gruppe), Leiter Netze und Marketing (Cablecom GmbH) und Partner beim Kabelfernsehunternehmen GrischaVision. Zwischen 2002 und 2012 war er als Wirtschaftsberater und als Verwaltungsrat u. a. bei Les Grands Chais Suisse SA, Gmür & Cie AG tätig. Bis 2013 leistete Winiker Dienst als Milizoffizier in der Schweizer Armee, zuletzt im Grad des Oberstleutnants. In dieser Funktion war er Chef Kommunikation der Infanteriebrigade 5.
Von 2007 bis 2015 war Winiker als Vertreter der SVP Mitglied des Gemeinderates von Kriens und leitete in dieser Funktion das Finanzressort. Zwischen 2012 und 2015 stand er als Gemeindepräsident dem Gemeinderat Kriens vor. Auf kantonaler Ebene war er von 2007 bis 2015 Mitglied des Luzerner Kantonsrats und gehörte der Finanz- und Planungskommission an.
Im Jahr 2015 wurde Winiker in den Luzerner Regierungsrat gewählt, wo er das Justiz- und Sicherheitsdepartement übernahm. Am 19. Mai 2019 wurde Winiker im zweiten Wahlgang erneut in die Regierung gewählt.
Winiker ist verheiratet, wohnhaft in Kriens und Vater von zwei Kindern.